# Aeolacris caternaultii
Aeolacris caternaultii is een rechtvleugelig insect uit de familie Romaleidae. De wetenschappelijke naam van deze soort is voor het eerst geldig gepubliceerd in 1837 door Feisthamel.